# La reina Elisabet als 90: un homenatge familiar
La reina Elisabet als 90: un homenatge familiar (originalment en anglès, Elizabeth at 90: A Family Tribute) és un documental de televisió del 2016 realitzat per commemorar el 90è aniversari de la reina Elisabet II. Va ser produït per la BBC i dirigit per John Bridcut, i narrat originalment per Carles, príncep de Gal·les. A part de les imatges d'arxiu, el programa inclou imatges extenses rodades per la reina, el príncep Felip, el duc d'Edimburg; la princesa Margarida; el rei Jordi VI i la reina Elisabet Bowes-Lyon. Les imatges mai s'havien mostrat públicament i provenien de l'arxiu privat de gravacions casolanes de la reina. Les imatges mostrades s'intercalen amb els comentaris dels membres de la família reial britànica. La pel·lícula va comptar amb contribucions de la reina; el príncep de Gal·les; Anna, princesa reial; el príncep Guillem, duc de Cambridge; el príncep Enric; Sarah Chatto, el príncep Eduard, duc de Kent; la princesa Alexandra, Margaret Rhodes i la reina Margarida II de Dinamarca. La versió doblada al català va emetre's el 13 de setembre de 2022 a TV3 en motiu de la mort d'Elisabet II. Va suposar l'inici de la catorzena temporada del programa Sense ficció i va ser seguit per 243.000 espectadors, cosa que va representar un 14,2% de quota de pantalla.